# Consolida stapfiana
Consolida stapfiana és una espècie que pertany a la família de les ranunculàcies.

## Descripció
Consolida stapfiana és una planta herbàcia anual.

## Distribució i hàbitat
Consolida stapfiana creix a Turquia, al sud-sud-oest i sud-oest de l'Anatòlia.

## Taxonomia
Consolida stapfiana va ser descrita per Peter Hadland Davis i Friederike Sorger i publicat a Notes from the Royal Botanic Garden, Edinburgh 40: 89, a l'any 1982.
Etimologia
Veure:Consolida
stapfiana: epítet
Sinonímia
- Delphinium glandulosum var. leiostemon Boiss.
- Delphinium stapfianum (P. H. Davis & Sorger) Jabbour[1]